# Ståkkålms-Ringo
Ståkkålms-Ringo är en av Tony Manieri tecknad svart-vit serie som publicerades i tidningen Kvällsposten under åren 1985-1999 och som eget seriealbum 1986, samt namnet på seriens från Stockholm härrörande huvudperson. Serien byggde huvudsakligen på kortare humoristiska dialoger mellan huvudpersonen och lokalbefolkningen i Malmö, där seriens händelser huvudsakligen utspelade sig. 
Kännetecknande för serien är att samtliga i serien förekommande personer verkar tala med stark dialekt, vilket pratbubblorna kärnfullt förmedlar genom att orden felstavas så att de praktiskt taget utgör en fonetisk transkription. Ståkkålms-Ringo kunde exempelvis utbrista "Vi måsste ba gå upp å snakka me'råm" (dvs "Vi måste bara gå upp och snacka med dem"), och få frågor som "Va e du ude ettårr?" (dvs "Vad är du ute efter?").
Ståkkålms-Ringo utgör Tony Manieris mest kända verk och författaren presenteras fortfarande, flera år efter att serien upphört att publiceras i Kvällsposten, för allmänheten såsom upphovsmannen bakom Ståkkålms-Ringo. och serien beskrivs ibland som en serie med kultstatus.